# Arsène de Cey
François-Arsène Chèze de Cahagne dit Arsène de Cey (Thiers, 2 mars 1803 - Paris 9e, 20 novembre 1887) est un auteur dramatique et romancier français.

## Biographie
Il est le fils d’Annet-Jacques Chèze, officier de santé et d’Elvire-Vincente-Françoise De Cahagne, laquelle est la fille Jean-Baptiste De Cahagne, un négociant de Cadix et de Françoise Charbonnet, cette dernière est présente à la naissance. Annet Chèze étant originaire de Vollore.
Employé d'administration, sous-chef de bureau au Ministère des travaux publics (1858), ses pièces ont été représentées sur les plus grandes scènes parisiennes du XIXe siècle : Théâtre du Gymnase dramatique, Théâtre du Vaudeville, Théâtre de la Gaîté etc.

## Œuvres
- La Fille du curé, roman de mœurs, 1833
- Jean le bon apôtre, roman de mœurs, 1833
- Sagesse, ou la Vie d'étudiant, roman, 4 vols., 1835
- La Jolie Fille de Paris, 4 vols., 1836
- Le Premier Pas, roman, 1836
- Vingt ans après, comédie en 1 acte, mêlée de couplets, avec Paul Duport, 1837
- Quand on n'a rien à faire, comédie-vaudeville en 2 actes, avec Lockroy, 1842
- Le Grand-papa Guérin, comédie-vaudeville en 2 actes, avec Laurencin, 1848
- Les Caprices, comédie-vaudeville en 1 acte, avec Léon Halévy, 1840
- La Fiancée du prince, comédie-vaudeville en 3 actes, avec Antonin d'Avrecourt et Ernest-Georges Petitjean, 1848
- Monsieur le duc et Madame la duchesse, comédie-vaudeville en 2 actes, 1848
- Le Mari d'une Camargo, comédie-vaudeville en 2 actes, avec Laurencin, 1850
- L'Ami du roi de Prusse, vaudeville en 2 actes, avec Varin, 1852
- Quand on n'a pas le sou..., vaudeville en 1 acte, avec Gustave Harmant, 1854